# Glass House (canção)
"Glass House" é uma canção do rapper americano Machine Gun Kelly. Possui participação de Naomi Wild e foi lançado em 5 de julho de 2019 pela Bad Boy Records e Interscope Records.

## Antecedentes e lançamento
A música vazou na internet em maio de 2019, com muitos dos vocais sendo reconhecidos como sendo de Halsey ou Lana Del Rey. Houve rumores de que os vocais de Lana foram substituídos pela cantora Naomi Wild. Um dia antes do lançamento do álbum, uma prévia de 15 segundos da música foi lançada nas redes sociais para promover o álbum. A música foi lançada no álbum Hotel Diablo em 5 de julho de 2019. Naomi Wild então foi às redes sociais e revelou como a colaboração ocorreu: “Começamos Glass House na casa de Wynne, escrevi minhas partes lá e no dia seguinte descobrimos que Machine Gun Kelly tinha ouvido e já tinha escrito seus versos. Dois dias depois, encontramos Colson em uma casa de vidro nas colinas, onde ele tocou a música para nós." A música é sobre o luto pela morte dos colegas de Colson, a qual cita Nipsey Hussle (no primeiro verso), Lil Peep, Mac Miller e o vocalista Chester Bennington do Linkin Park (no segundo verso). No terceiro verso, Colson reflete sobre sua vida pessoal, ou seja, sua tentativa de suicídio.

## Paradas musicais
| Parada (2018)                  | Posição máxima |
| ------------------------------ | -------------- |
| New Zealand Hot Singles (RMNZ) | 16             |